# Middle Head
Das Middle Head ist eine erhabene Landspitze an der Nordküste Südgeorgiens. Sie markiert die Westseite der Einfahrt zur Mercer Bay.
Der Name der Landspitze ist erstmals auf einer Landkarte der britischen Admiralität aus dem Jahr 1929 verzeichnet und spiegelt ihre geographische Lage am Kopfende der Cumberland West Bay wider.